# 승건궁
승건궁(承乾宮)은 자금성 내정 동6궁의 하나로, 동6궁 구역의 서부 중앙에 위치한다.

## 역사
승건궁은 자금성 내정 동6궁의 하나이다. 명 영락 18년(1420년)에 건립되어 초명은 '영녕궁(永寧宮)'이었으나, 명 숭정 5년(1632년) 8월에 '승건궁(承幹宮)'으로 개칭되었다. 청나라는 명나라의 옛 제도를 답습하였다. 순치 12년(1655년)에 중수하였고, 도광 12년(1832년)에 조금 보수를 하였다.
승건궁은 가장 고귀한 후비만이 머물 수 있었고, 승건궁의 주인 역시 황제의 총비가 많았다. 명나라 때에는 귀비의 처소, 청나라 때는 후비의 처소로, 순치제의 황귀비 동악씨, 강희제의 효의인황후, 도광제의 효전성황후, 임귀비, 가귀인, 함풍제의 운빈, 완귀인 등이 살았다.
승건궁 정전(正殿) 앞 처마에는 '승건궁'이라는 가파른 현판이 걸려 있다. 건륭 6년(1741년), 건륭제는 영수궁의 가파른 현판 모양으로 11면 현판을 만들어 직접 써서 동6궁, 서6궁은 영수궁을 제외한 11궁의 정전(正殿)에 각각 걸도록 명하였다. 건륭제가 다시 명령을 내려 "자계한 후 천만 년이 된다함부로 움직이지 말 것, 즉 비빈이 다른 궁으로 옮겨가거나 바꾸지도 말 것"이라고 말했다.
이 밖에 건륭제는 '궁훈시(宮訓詩)'를 어찬해 대학사 장조(張照)·양시정(梁詩正)·왕유돈(汪由敦)에게 명해 각각 쓰게 했다. 건륭제의 요청에 따라 궁훈도는 매년 섣달 26일 동서육궁 장괘춘련, 문신과 동시에 장괘하고 정전 동벽에는 궁훈시, 서벽에는 궁훈도를, 이듬해 2월 2일까지 문신을 모시는 날까지 각 궁 궁 궁훈도를 경양궁 뒤 학시당에 보관했다.
현재 고궁박물관은 승건궁과 영화궁에 있다. 베이징 고궁박물관은 청동기를 가장 많이 소장하고 있는 박물관으로, 역대 동기 1만여 점을 소장하고 있으며, 이중 구명이 된 1600여 점과 구리거울 5천 점이 있다. 이들 소장품의 대부분은 청궁 옛 창고의 전대 작품들이다. 고궁박물관은 중국 국가급 박물관 중 최초로 1957년 준비되어, 1958년 문을 열었다. 당시 중국의 거의 모든 역사 진열은 "통사(通史)"식이었으며, 청동기관도 역사에 따라 상나라 · 서주 · 춘추 · 전국 등 4개 부분으로 나뉘어 3백여 점의 유물을 전시하고 있었다. 청동기관은 개관때부터 뜨거운 환영을 받았다. 고궁박물관의 청동기관은 고궁박물관의 3대 전문관 (다른 2관은 서화관 · 도자기관)중 하나이다. 2010년 5월 10일부터 청동기관은 개진공사로 폐관되었다. 2013년, 승건궁과 영화궁에 설치된 고궁박물관의 청동기관이 재개관했다. 8년에 걸쳐 수리한 청동기관이 개진을 거쳐, 새로운 모습을 드러냈다. 재개관한 청동기관은 고궁박물관 소장 청동기 129점을 전시하며, 청동기와 예절, 청동기와 군사, 청동기와 음악, 청동기와 생산활동 등 4개 테마로 나눠 전시하고 있으며, 타이베이 고궁 및 해외 소장 중국 청동기라는 주제를 신설해, 양쪽 고궁박물관, 미국 및 해외에서 소장하고 있는 청동기를 실물 전시 외에 소개하고 있다.

## 승건궁의 주요 건축물
승건궁은 이진원으로 되어있다. 이 궁은 명나라 때 만들어진 초창기 구조를 유지하고 있다. 주요 건물은 다음과 같다.

### 승건문(承乾門)
승건궁의 정문. 남향으로 되어있다.

### 승건궁(承乾宮)
승건궁의 정전. 면적은 5칸이고, 황유리기와경산정이다. 정상의 처마 끝에는 동물상 5개가 있고, 처마 밑에는 시단나리가 공포를 밟았고, 안채에는 용봉과 새채화가 그려져 있다. 명간의 문을 열면, 차간과 초간은 유리벽과 유리창으로 되어있는데, 능꽃장지문과 창을 두번 교차시킨다. 실내에는 네모난 벽돌을 깔고 천화를 쌍봉으로 채색했으며, 중앙에는 건륭제의 어제인 '덕성유순(德成有順)' 현판이 걸려 있다. 정전 앞에는 널찍한 플랫폼이 있다.

#### 정순재(貞順齋)
승건궁의 동배전. 면적은 3칸, 명간의 문을 열면 황유리기와경산정이다. 처마 밑에 선채화가 그려져 있다. 명 숭정 7년(1634년) 동배전에 현판을 두고 '정순재(貞順齋)'라 불렀다.

#### 명덕덩(明德堂)
승건궁의 서배전. 면적은 3칸, 명간의 문을 열면 황유리기와경산성이다. 처마 밑에 선채화가 그려져있다. 명 숭정 7년(1634년) 서배전에 현판을 두고 '명덕당(明德堂)'이라 불렀다.

### 후전(后殿)
후원의 정전. 면적은 5칸이고, 명간의 문을 열면 황유리기와경산정, 처마 밑에 공포가 있었으며, 용봉과 새채화가 그려져있다. 양쪽에 이방이 있다.

#### 동 · 서배전(東 · 西配殿)
후전 앞 동쪽과 서쪽 양쪽에 있는 배전. 면적은 각각 3칸이며, 모두 명간의 문을 열면 황유리기와산정이 있고, 선자채화가 그려져있다.

#### 정정(井亭)
후원 서남쪽에 있는 정자

## 승건궁에 기거했던 후궁

### 명나라

#### 숭정제
- 귀비 전씨 : 숭정 13년(1640년), 전귀비와 주황후가 충돌하자, 명 사종은 원래 살던 승건궁을 떠나, 계상궁으로 거처를 옮기고 반성하게 하였는데, 얼마 후 전귀비가 낳은 황7남 도량왕이 갑자기 병으로 사망하자 전귀비는 쓰러졌다. 숭정 15년 (1642년) 3월, 황5남 주자환을 명 희종의 황후 의안황후에게 맡기고, 중병을 앓자, 승건궁으로 돌아왔으며, 숭정 15년 10월 16일, 병사하였다.

### 청나라

#### 순치제
- 황귀비 동악씨 : 동악씨가 입궁하여 현비로 봉해졌고, 황귀비로 진봉하였다. 역사책에서는 그녀의 궁중 생활상에 대해 입궁 후의 거처조차 밝히지 않고 있다. 후대 학자들은 동악씨 사후, 승건궁에서 장례를 치렀고, 순치제는 승건궁에서 불승여를 불러 모아 참선하였다는 기록으로 보아, 동악씨의 생전 거처는 승건궁으로 추정된다.

#### 강희제
- 효의인황후 동가씨 : 국구 동국안의 딸이자, 생모 효강장황후의 딸이자, 강희제의 사촌 여동생. 강희 17년 윤진을 양자로 삼고, 강희 20년 황귀비에 봉해졌다. 강희 22년 6월 19일, 황8녀가 요절하고, 강희 28년 병에 걸리자 황후로 진봉하였고, 그 다음날 병사했다.

#### 건륭제
- 효현순황후 부찰씨 : 옹정제가 승하하고, 건륭 원년 무렵, 효현순황후는 승건궁에 잠시 머물렀고, 혜현황귀비는 종수궁에 머물렀으며, 언제 다른 궁으로 이주했는지는 알 수 없다. 건륭 8년 1월, 당시 승건궁에는 후비가 살지 않았음을 알 수 있다.
- 수귀인 : 건륭 40년 4월 25일, 상재에서 답응으로 좌천되었다.  겨울에는 흑탄, 구들장작, 여름에는 흑탄을 사용하는 것을 금지되었다. 건륭 53년 3월 16일, 승건궁 답응의 궁녀가 우물에 투신하여 죽었는데, 4월 4일에 경사방의 답응의 물건을 받았는데, 다시 좌천되었는지는 알 수 없다.
- 공빈 임씨 : 건륭 59년 11월 20일부터 공빈 임씨가 승건궁으로 이주했다.

#### 가경제
- 효화예황후 뉴호록씨 : 효화예황후는 귀비로 봉해져 2년간 머물렀으며, 효숙예황후가 죽은 후, 저수궁으로 이주했다.

#### 도광제
- 효전성황후 뉴호록씨 : 효전성황후가 입궁할 때, 전빈으로 봉해졌고, 후에 전귀비로, 효신성황후가 훙거하자, 황귀비가 되어 후궁 내외부를 장악하고, 이듬해 (1834년) 황후가 되었다. 그로부터 6년 후, 1840년, 훙거하였다.

- 임귀비
- 가귀인

#### 함풍제
- 운빈
- 완귀인

## 같이 보기
- 자금성
- 동6궁
- 경인궁(景仁宮)
- 종수궁(鍾粹宮)
- 영화궁(永和宮)
- 연희궁(延禧宮)

- 경양궁(景陽宮)